# Smokeasac
Ділан Джеймс Маллен, більш відомий під псевдонімом Smokeasac — американський музичний продюсер, співак і автор пісень. Став знаменитим в більшості завдяки співпраці з Lil Peep.

## Біографія
Ділан народився і виріс у Бостоні, що у штаті Массачусетс. Підростаючи, він цікавився створенням музики, а тому вступив до місцевого колледжу вивчати звукорежисуру та продюсування. Через 2 роки навчання він кинув освіту, та вирушив до Лос-Анджелесу. Через якийсь час, він зустрів там Густава Ара, та виявляється, що колись, ще у 2013 році, одним з перших покупців його бітів був саме Густав. Через деякий після зустрічі, вони почали робити багато музики разом, а також стали найкращими друзями.
У 2017 році, разом з IIVI, повністю спродюсував його перший дебютний альбом Come Over When You're Sober, Pt.1, який після смерті Густава потрапив на 38 місце у Billboard 200.
У листопаді 2018 вийшов Come Over When You're Sober, Pt.2, перший посмертний альбом Густава, який теж повністю спродюсував Ділан.
У 2018 році розпочав свою сольну кар'єру із синглом Leave You Behind, який прозвучав на BBC Radio 1's Rock Show.
Його дебютний мікстейп під назвою Wasteland999 вийшов 4 березня 2019 року.